# Moulay Ahmed Cherif
Moulay Ahmed Cherif (àrab مولاي أحمد الشريف) és un municipi rural de la província d'Al Hoceima de la regió de Tànger-Tetuan-Al Hoceima al Marroc. Segons el cens de 2014 tenia una població total de 9.765 persones.